# Khan (gruppo musicale)
I Khan erano una band inglese di rock progressivo appartenente alla corrente nota come scena di Canterbury. Fondati nel 1971, si sono sciolti l'anno successivo dopo aver pubblicato un solo album.

## Storia del gruppo
Il chitarrista e cantante londinese Steve Hillage, reduce dall'esperienza nella band di rock-blues degli Uriel, si trasferisce nel 1968 a Canterbury per entrare all'università. Qui conosce i membri delle locali band,  particolare importanza riveste l'incontro con i Caravan e il loro manager Terry King.  Nei due anni di permanenza in città allarga i suoi orizzonti musicali e registra alcuni demo con alcuni membri della sua ex band;  King,  favorevolmente impressionato dalla musica di Hillage, ne diviene il manager.
Alla fine del 1970 Hillage abbandona gli studi, torna a Londra e nell'aprile del 1971 forma i Khan con due musicisti che ruotavano nel progetto The Crazy World di Arthur Brown: Dick Heninghem alle tastiere e Nick Greenwood al basso, ai quali si unisce l'ex Delivery Pip Pyle alla batteria. Quest'ultimo però lascia presto la band per entrare nei Gong e viene sostituito da Eric Peachey.
Terry King fa ascoltare alla Deram il materiale che Hillage aveva preparato  e la casa discografica offre un contratto alla nuova band per la realizzazione di un album. Dopo una serie di concerti, molti come gruppo spalla dei già famosi Caravan, in ottobre Heninghem viene sostituito da Dave Stewart, già negli Uriel con Hillage, che partecipa come ospite essendo sotto contratto con gli Egg.
Con questa formazione entrano in studio verso la fine del 1971 per registrare il loro primo ed unico album, Space Shanty, pubblicato nel maggio del 1972 con sei brani tutti firmati da Hillage, eccetto uno in cui collabora Greenwood. In una successiva edizione pubblicata dalla Eclectic Discs, verranno aggiunte due bonus track registrate con Heninghem prima della sua uscita dal gruppo. Spiccano i fraseggi tra la chitarra di Hillage e l'organo di Stewart, con frequenti stacchi che fanno posto ad assoli. I testi sono solari e risentono fortemente dell'adesione di Hillage al movimento hippy; malgrado siano lontani dalla follia dadaista che caratterizza i lavori dei Gong e dei Soft Machine, contribuiscono a fare dell'opera un classico della musica di Canterbury e dell'intero rock progressivo.
Dopo la registrazione del disco riprendono in gennaio i concerti con Val Stevens tastierista. Di particolare rilievo la partecipazione in aprile al Festival Rose d'Or di Montreux, a cui partecipano anche i Doors, e una data in maggio in Inghilterra con i Genesis. In giugno c'è il tour promozionale dell'album al termine del quale Greenwood, che si dedica alla carriera solista, e Stevens se ne vanno, Stewart lascia gli Egg e diviene membro ufficiale della band e viene chiamato al basso Nigel Griggs. Hillage e Stewart cominciano a scrivere dei brani per il nuovo album, tra i quali I Love Its Holy Mystery e Solar Musick Suite, che verranno in seguito proposti nel primo lavoro da solista di Hillage del 1974. La nuova versione dei Khan dura solo pochi mesi e poche date "live", in ottobre il gruppo si scioglie quando Hillage si unisce alla band di Kevin Ayers nel suo tour europeo, per poi entrare nei Gong.
Eric Peachey parteciperà al lavoro solista di Greenwood, Cold Cuts, che diventerà uno dei più rari e costosi dischi di sempre, mentre Stewart nel gennaio del 1973 entrerà in un'altra delle più importanti band della scena di Canterbury, gli Hatfield and the North.

## Discografia
- 1972 Space Shanty, LP Deram (844 088-2) Il disco nella versione originale esce con 6 tracce, nella riedizione in CD del 2004 della  Eclectic Discs (ECLCD 1016) appariranno due tracce bonus di brani inediti incisi prima della registrazione del disco